# میلنا مولرووا
میلنا مولرووا (انگلیسی: Milena Müllerová؛ ۹ ژوئن ۱۹۲۳ – ۱۵ دسامبر ۲۰۰۹) ژیمناست هنری اهل چکسلواکی بود.